# Salvataggio interno
Il salvataggio interno o dall'interno, in inglese bail-in, è una modalità di risoluzione di una crisi bancaria tramite l'esclusivo e diretto coinvolgimento dei suoi azionisti, obbligazionisti, correntisti.

## Normativa europea
La direttiva 2014/59/UE, in vigore dal 1º gennaio 2016, riforma le procedure attivabili dalle autorità di risoluzione nelle crisi bancarie.
Tra i principi base di questa nuova disciplina c'è la possibilità, in alternativa al salvataggio interno, di cedere beni e rapporti giuridici ad un soggetto terzo (come una bridge-bank o una bad bank che raccoglie solo una parte dei beni per amministrarli e massimizzarne il valore di lungo periodo), l'ordine gerarchico di chi è chiamato a sopportare le perdite (bail-in), il principio per cui nessun azionista e creditore deve sopportare perdite maggiori di quelle che subirebbe se ci fosse una liquidazione coatta amministrativa: è il principio del no creditor worse off.
Non possono essere toccati da prelievo forzoso i depositi fino a 100.000 euro, esclusi dal salvataggio interno, che invece rimangono tutelati dai fondi interbancari degli Stati membri.
Non sono poi ovviamente toccati i patrimoni dei clienti (come azioni, obbligazioni, titoli di fondi) che la banca ha in gestione o in amministrazione. La direttiva introduce la riduzione o la conversione in azione degli strumenti di capitale (il cosiddetto write-down). La responsabilità grava sui soli soggetti aventi rapporti diretti con l'ente, evitando il coinvolgimento dei contribuenti, i cui fondi non saranno più impiegati per colmare i buchi degli istituti privati; lo stato interverrà solo in extremis (art. 56) se è messa in pericolo la stabilità finanziaria o l'interesse pubblico, e mai con finanziamenti a fondo perduto: gli strumenti di sostegno pubblico al capitale sono la partecipazione al capitale sociale (art. 57) e la proprietà pubblica temporanea (art. 58).
Il coinvolgimento della clientela nel risanamento bancario interno parte da coloro che detengono azioni e strumenti di capitale, seguiti dai soggetti in possesso di titoli subordinati e obbligazioni, creditori subordinati, creditori chirografari e correntisti per somme superiori ai 100.000 euro.
Le autorità di risoluzione esercitano i poteri di svalutazione e di conversione in relazione a una passività risultante da un derivato solo al momento della liquidazione dei derivati o successivamente ad essa (art. 49). Alla risoluzione si affiancherà un piano di riorganizzazione aziendale, che darà modo all'istituto in crisi di proseguire in futuro con la propria attività (art. 51).

## La nascita del salvataggio interno
La prima proposta di salvataggio interno delle banche in dissesto è di Paul Calello e Wilson Ervin, rispettivamente ex presidente dell’Investment Banking e Vice presidente del Credit Suisse, in un articolo pubblicato il 28 gennaio 2010 su The Economist dal titolo From bail-out to bail-in. Nel testo i due autori spiegano come nelle crisi del 2008 i funzionari si erano trovati a dover scegliere tra un salvataggio esterno (bail out), a spese sostanzialmente di tutti i contribuenti, o un collasso finanziario sistemico. La terza opzione, però, la si poteva trovare in un meccanismo di salvataggio interno (bail in) che avrebbe consentito alle autorità preposte di imporre alle banche in crisi la ricapitalizzazione dall’interno, sfruttando il capitale privato e non quello pubblico. Questo processo avrebbe garantito, inoltre, i servizi essenziali degli istituti di credito durante il periodo di ristrutturazione.
Sempre Wilson Erwin, in un’intervista per International Financial Law Review, racconta come dall’esperienza del fallimento della Lehman Brothers sia nata l’idea di salvataggio interno. Dopo il clamoroso tracollo della società finanziaria americana, considerato la più grande bancarotta della storia degli Stati Uniti, Ervin capisce che è di cruciale necessità prevenire altri disastri simili, che danneggiano principalmente i contribuenti. Così, insieme ad altri colleghi del Credit Suisse, elabora quello che diverrà il meccanismo del salvataggio interno. L’economista afferma che l’idea inizialmente fu accolta con scetticismo, ma poi, analizzata in tutti i suoi aspetti da un team di esperti, è diventata un progetto concreto, rafforzata dalla pubblicazione dell’articolo, scritto insieme a Paul Calello su The Economist. Oggi, secondo Ervin, negli Stati Uniti ci sono gli strumenti per intervenire in caso di problemi per una grande banca. In Europa, conclude, la situazione è di maggiore complessità ma si sta procedendo per la giusta via grazie all’introduzione della direttiva 2014/59/UE, BRRD (Bank Recovery and Resolution Directive).

## Casi di applicazione
L'austriaco HETA ASSET RESOLUTION AG è il primo istituto di credito in Europa al quale viene applicata la direttiva sul salvataggio interno.
La Finanzmarktaufsicht (FMA, l'Autorità per il Mercato finanziario Austriaco) in base alla legge di risoluzione delle crisi bancarie (BaSAG - Bundesgesetz über die Sanierung und Abwicklung von Banken) ha pubblicato il piano di commissariamento per HETA, che si dovrebbe concludere entro il 2020. Le misure più importanti sono:
- 100% bail-in per tutte le passività subordinate;
- 53,98% bail-in, con conseguente quota 46,02%, per tutte le passività preferenziali ammissibili;
- cancellazione di tutti i pagamenti di interessi dal 1º marzo 2015 quando HETA è stata messa in commissariamento ai sensi della BaSAG;
- saranno armonizzate le scadenze di tutte le passività soggette al 31 dicembre 2023.

## Opinioni a confronto
In Europa il meccanismo del salvataggio interno ha sollevato opinioni contrastanti. Margrethe Vestager, politica danese commissaria alla concorrenza dell’Unione Europea, ha difeso le regole imposte dalla direttiva BRRD. In un’intervista rilasciata a Giovanni Floris, Vestager afferma che tutti gli Stati membri hanno deciso le regole e la stragrande maggioranza del Parlamento europeo si è dichiarata favorevole. Per la Vestager, inoltre, il salvataggio interno va senza dubbio a favore del contribuente. Anche Benoit Coeuré, membro del Comitato Esecutivo della BCE, considera il salvataggio interno necessario per mantenere l’unità bancaria in Europa e per evitare un’invadenza eccessiva delle autorità di vigilanza bancaria. Il presidente della Banca Centrale Europea, Mario Draghi, ritiene importante rispettare con coerenza le norme del bail in, continuando comunque a mantenere alta la fiducia nella sicurezza dei depositi in tutti i paesi con l’euro.
In Italia molti tra politici e addetti ai lavori si sono opposti alle nuove norme introdotte dall’UE in materia di salvataggio banche. Antonio Patuelli, presidente dell’ABI (Associazione Bancaria Italiana), Ignazio Visco, governatore della Banca d’Italia, Pier Carlo Padoan, ministro dell’Economia e delle Finanze, hanno espresso la loro contrarietà al salvataggio interno, confermando l’importanza e la necessità dell’intervento pubblico. La disputa si era accesa anche in Parlamento europeo, tra l’allora premier italiano Matteo Renzi e la cancelliera tedesca Angela Merkel. La Merkel si era mostrata ferma e inamovibile sull’argomento, dichiarando che le regole non possono essere ridiscusse ogni due anni. Renzi aveva risposto alle accuse sottolineando come la Germania, prima della direttiva, aveva salvato i propri istituti di credito con 247 miliardi di euro, cosa che i presidenti Berlusconi, Monti e Letta non avevano fatto quando si poteva.
Anche il Movimento 5 Stelle si è detto contrario: il vicepresidente della Camera, Luigi di Maio, ha esposto le sue preoccupazioni al Financial Times. Intervistato dal quotidiano finanziario ha specificato che il salvataggio interno delle banche in crisi potrebbe essere il colpo finale per i risparmiatori italiani.